# مجلس مراجعة الاستثمار الأجنبي
مجلس مراجعة الاستثمار الأجنبي (الإنجليزية: Foreign Investment Review Board (FIRB)) هو هيئة غير قانونية أُنشئت عام 1976 لتقديم المشورة لأمين الخزانة والحكومة الأسترالية بشأن سياسة الاستثمار الأجنبي الأسترالية (السياسة) وإدارتها. دور المجلس استشاري بحت؛ وتقع مسؤولية اتخاذ القرارات المتعلقة بالسياسة ومقترحات الاستثمار الأجنبي في نهاية المطاف على عاتق أمين الخزانة.
يقوم مجلس مراجعة الاستثمار الأجنبي بتقييم معظم مقترحات الاستثمار الأجنبي بموجب "اختبار المصلحة الوطنية"، وفي حالات أخرى "بمجموعة أضيق من العوامل" بموجب "اختبار الأمن الوطني". وتقع السلطة القانونية لاتخاذ القرارات بشأن الاستثمارات الأجنبية في أستراليا على عاتق أمين الخزانة.

## المهام
تشمل مهام المجلس ما يلي:
- تقييم مقترحات الاستثمار الأجنبي
- تعزيز مشاركة الأسهم الأسترالية لدى المستثمرين الجدد الذين يرغبون في الاستثمار في أستراليا
- مراقبة الشركات الخاضعة لسيطرة أجنبية في أستراليا
- التواصل مع حكومات الولايات والحكومات المحلية

## روابط خارجية
- قانون الاستحواذات والاستحواذات الأجنبية لعام 1975